# Le cose di casa
Le cose di casa (As Coisas lá de Casa) è una serie animata portoghese in stop motion creata da José Miguel Ribeiro. Ogni episodio è costituito da un breve racconto con protagonisti gli oggetti e le cose che si trovano in casa, accompagnati da canzoni cantate dalle figlie di Ribeiro. Le musiche sono di Bernardo Devlin e i testi di Elsa de Barros.
È stata trasmessa in Portogallo dalla rete pubblica RTP2 e in Italia da Rai 3 e Rai Yoyo. È andato in onda su Teletoon in Canada nel 2004 nel suo blocco prescolare. La serie è stata inoltre trasmessa dalla finlandese Yle TV2 e dai canali Disney Channel in 47 paesi in Europa e Asia.

## Episodi
1. A Antena e a Televisao
2. A Aspirador e o Tapete
3. O Balde e a Esfregona
4. O Bolo e a Forma
5. A Bota e o Atacador
6. O Guarda-chuva e as Galochas
7. O Candeeiro e o Interruptor
8. As Coisas da Frasqueira
9. A Escova e a Pasta
10. A Faca e o Garfo
11. O Lápis e a Borracha
12. Os Libros e a Estante
13. O Globo e a Luna
14. Os Pregos e o Martelo
15. A Mesa e as Cadeiras
16. Os Óculos e o Jornal
17. A pá e a Vassoura
18. A panela e a Varinha Mágica
19. Os Dois Quadros
20. A Poupa e as Molas
21. O Telefone e a Lusta
22. A Tesoura e a Agulha
23. A Torrada e a Torradeira
24. As Velas e o Castiçal
25. As Chávenas e a Cristaleira
26. O Álbum e as Fotos